# Sybilla krahmeri
Sybilla krahmeri är en skalbaggsart som beskrevs av Cerda 1973. Sybilla krahmeri ingår i släktet Sybilla och familjen långhorningar. Inga underarter finns listade i Catalogue of Life.